# 카이지 (영화)
카이지(カイジ 人生逆転ゲーム, Kaiji: Gambling Apocalypse Kaiji, 카이지: 인생역전게임)는 일본에서 제작된 사토 토야 감독의 2009년 드라마 영화이다. 후지와라 타츠야 등이 주연으로 출연하였다.

## 출연

### 주연
- 후지와라 타츠야
- 아마미 유키
- 카가와 테루유키

### 조연
- 마츠야마 켄이치
- 요시타카 유리코
- 야마모토 타로
- 사토 케이
- 야스다 소타로
- 미츠이시 켄
- 마츠오 스즈키
- 테이 류신
- 바비

## 제작진
- 원작자: 후쿠모토 노부유키